# Old Ford
Old Ford («ancien gué»)  est une location dans le Borough londonien de Tower Hamlets. Elle est nommée après un gué naturel qui offrait une traversée de la rivière Lea.

## Géographie
Des plans de l'époque victorienne suggèrent que l'ancien gué se trouvait près du pont du Northern Outfall Sewer («égout de décharge nord») (51° 32′ 12″ N, 0° 01′ 17″ O) Ce point de vue est renforcé par le fait que la tête de marée de l'estuaire de la rivière Lea se trouvait à proximité. Depuis l'époque romaine, le gué a été utilisé par deux routes entre Londres et Colchester. Il se trouvait d’abord au nord du pont récent.
Une écluse et un déversoir existent maintenant sur le canal Lee Navigation près de l'endroit où se trouvait le gué.

## Histoire
La vallée du Lea est inhabité depuis le néolithique. Des fouilles archéologiques ont montré qu'une colonie romaine existait à l'ouest du gué, et sa situation géographique suggère que l'endroit était un point de transbordement entre la rivière et la route.
Un pont est construit à Bow au début du XIIe siècle ce qui n'enlève rien à l'importance du gué. Ce dernier reste bien utilisé même si la population locale se à Bow. Old Ford est le site d'un moulin à eau qui approvisionnait les boulangeries de Stratford-atte-Bow. Bien que Old Ford appartenait à la paroisse de Stepney, les résidents ont été permis à assister au service dans la chapelle de Stratford-atte-Bow, qui est devenue plus tard Bow Church, en raison de leur isolement rélatif.
Agriculture et maraîchage restent les occupations principales à Old Ford jusqu'au XIXe siècle lorsque l'endroit devient un quartier de l'agglomération londonienne. Des lotissements des ouvriers sont construits pour desservir les nouvelles usines le long de la Lea and Lee Navigation et les nouvelles voies ferrées. Une usine à gaz s'installe sur Fish Island et etablit une zone résidentielle et industrielle mixte. Une ligne du North London Railway avec une gare à Old Ford traversait l'endroit. La ligne est gravement endommagée pendant la Seconde Guerre mondiale et n'est jamais rouverte. Les bâtiments de la gare ont été démolis au début des années 1960.
Dans le cadre de la reconstruction d'après-guerre, le domaine Lakeview a été construit sur un site endommagé par les bombardements de la Seconde Guerre mondiale. Il ouvre ses portes en 1958.
Fish Island subit également d'importants bombardements pendant la guerre. Les habitations endommagées sont démolies après la guerre pour faire place à des usines et à des entrepôts.
La responsabilité pour Victoria Park, un parc connu par ses festivals de musique en plein air, est passée du Conseil de Grand-Londres aux conseils des boroughs de Tower Hamlets et Hackney en 1986. Depuis 1994, Tower Hamlets sont seuls responsables pour le parc. L’église Saint-Paul à Old Ford est fermé en 1991 pour des raisons de maintenance et de sécurité, mais est reconstruite en 2003-2004 et est rouverte pour desservir une communauté plus large que les fidèles. D'anciennes usines sont transformées en ateliers d'art.